# حاجبة الريح
حاجبة الريح هي سترة قماشية رقيقة مصممة لمقاومة الرياح الباردة والمطر الخفيف، مما يجعلها نسخة أخف من السترة.

## طالع المزيد
- بنش (لباس)
- رداء ذو قلنسوة
- كاغول
- معطف المطر
- نورك (لباس)